# Insekticid

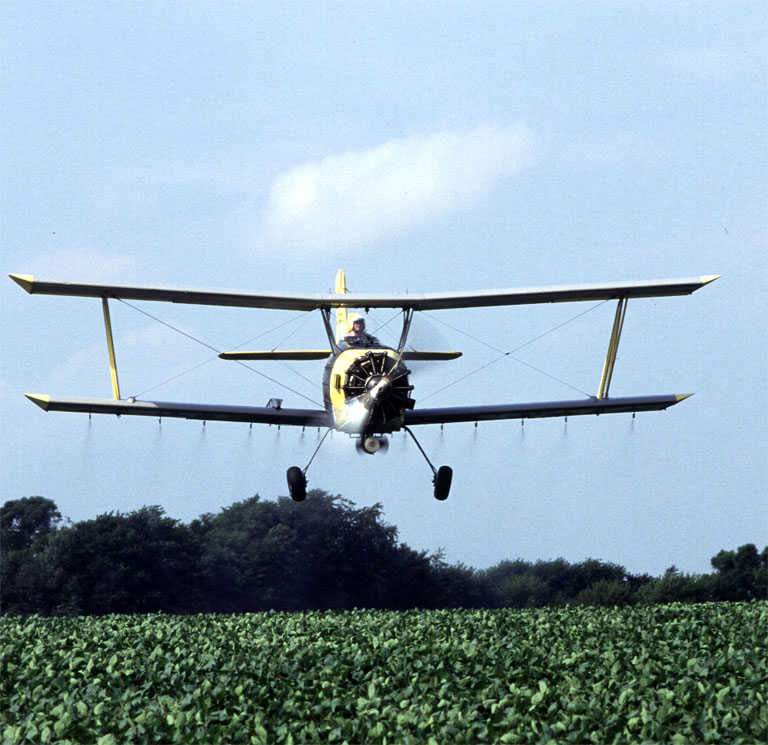
Ett flygplan sprutar insekticider

Insekticider är substanser som är mycket giftiga specifikt för insekter, så att de oftast dör när de utsätts för dessa substanser. Människan använder ofta insekticider, till exempel för att skydda grödor i jordbruket mot skadedjur. För att skydda människor mot insektsbett och liknande används vanligen insektsmedel med en frånstötande snarare än dödande effekt.